# كيفين ديكس
كيفين ديكس (6 أكتوبر 1996 آبلدورن هولندا - ) هو لاعب كرة قدم هولندي، يلعب كمدافع.

## روابط خارجية
- كيفين ديكس على موقع الاتحاد الأوربي (الإنجليزية)
- كيفين ديكس على موقع قاعدة بيانات كرة القدم.إي يو (الإنجليزية)
- كيفين ديكس على موقع ناشيونال فوتبول تيمز (الإنجليزية)
- كيفين ديكس على موقع Soccerbase.com (لاعب) (الإنجليزية)
- كيفين ديكس على موقع Soccerway.com (الإنجليزية)
- كيفين ديكس على موقع عالم كرة القدم.نت (الإنجليزية)
- كيفين ديكس على موقع AS.com (الإسبانية)